# Ratpenat de Hosono
El ratpenat de Hosono (Myotis hosonoi) és una espècie de ratpenat de la família dels vespertiliònids. És endèmic del Japó. Segons alguns científics, és una subespècie de M. ikonnikovi.